# Дамаск (покрајина)
Дамаск (арап. محافظة ريف دمشق‎‎ - Muḥāfaẓat Rīf Dimashq) је покрајина на југозападу Сирије. Покрајина се на западу граничи са Либаном и спорном покрајином Кунејтра, на југу са покрајинама Дара и Сувајда и са Јорданом, на истоку са Ираком, а на сјеверу са покрајином Хомс. Административно сједиште покрајине је град Дамаск, који је чини засебну админстративну јединицу.
Други већи градови су Сајид Зајнаб, Дума, Кутајфа, Тел, Јабруд, Небк, Зибадан, Катана, Дараја и Кудсаја.

## Окрузи покрајине
Окрузи носе имена по својим својим административним сједиштима, а покрајина Дамаск их има 10 и то су:
- Сајид Зајнаб
- Дума
- Кутајфа
- Тел
- Јабруд
- Небк
- Зибадан
- Катана
- Дараја
- Кудсаја